# Pedro Silva Torrejón
Pedro Silva Torrejón (Laboulaye, Córdoba; 25 de enero de 1997) es un futbolista argentino que se desempeña como lateral izquierdo en Gimnasia y Esgrima La Plata de la Primera División de Argentina, a préstamo desde el Boston River.

## Trayectoria

### Inferiores
Se inició en Sportivo Norte de Laboulaye y a los 10 años llegó a prueba a Boca Juniors.
En sus inicios jugaba como volante, y a pedido de Juan Simón comenzó a desempeñarse como lateral izquierdo.

### Boca Juniors
El 2 de enero de 2016 se sumó al plantel profesional de Boca Juniors, dirigido por el Vasco Arruabarrena.
El 30 de abril de 2016, bajo el mando de Guillermo Barros Schelotto, debutó en primera en una derrota de su equipo ante Argentinos Juniors por 1-0. Una semana más tarde, ingresó en el segundo tiempo en el empate 0-0 ante Huracán.

### Middlesbrough
El 2 de febrero de 2017, se anunció su préstamo al Middlesbrough para el resto de la temporada 2016-17 con una opción de compra, sirviendo de refuerzo para el equipo U23. Allí solo disputaría 3 partidos.

### Olimpo
Tras volver a Boca Juniors, el 20 de julio de 2017 se confirma su préstamo a Olimpo por un año y con opción de compra.

### Boston River
El laboulayense en el equipo de Boston River, club en el que estuvo durante más de 4 años, donde tuvo un papel importante y terminó siendo capitán y líder del equipo que por primera vez clasificó a Copa Libertadores.

### Panetolikos
Desde julio de 2023, el lateral izquierdo Pedro Silva Torrejón (26), desde 2019 jugador de Boston River, firma contrato por un año con el Panetolikos griego.

### Gimnasia y Esgrima La Plata
En enero de 2025 se concreta el préstamo a Gimnasia y Esgrima La Plata de la Primera División de Argentina desde Boston River.

## Estadísticas

### Clubes
Actualizado al último partido disputado el 06 de enero de 2025.
| Club | Div.                | Temporada           | Liga  | Liga  | Liga   | Copas Nacionales(1) | Copas Nacionales(1) | Copas Nacionales(1) | Torneos internacionales(2) | Torneos internacionales(2) | Torneos internacionales(2) | Total | Total | Total  |
| Club | Div.                | Temporada           | Part. | Goles | Asist. | Part.               | Goles               | Asist.              | Part.                      | Goles                      | Asist.                     | Part. | Goles | Asist. |
| --- | ------------------- | ------------------- | ----- | ----- | ------ | ------------------- | ------------------- | ------------------- | -------------------------- | -------------------------- | -------------------------- | ----- | ----- | ------ |
| Boca Juniors Argentina | 1.ª                 | 2016                | 2     | 0     | 0      | —                   | —                   | —                   | —                          | —                          | —                          | 2     | 0     | 0      |
| Boca Juniors Argentina | Total club          | Total club          | 2     | 0     | 0      | 0                   | 0                   | 0                   | 0                          | 0                          | 0                          | 2     | 0     | 0      |
| Middlesbrough Inglaterra | 2.º                 | 2016-17             | —     | —     | —      | —                   | —                   | —                   | —                          | —                          | —                          | 0     | 0     | 0      |
| Middlesbrough Inglaterra | Total club          | Total club          | 0     | 0     | 0      | 0                   | 0                   | 0                   | 0                          | 0                          | 0                          | 0     | 0     | 0      |
| Olimpo Argentina | 1.ª                 | 2017-18             | 7     | 1     | 0      | —                   | —                   | —                   | —                          | —                          | —                          | 7     | 1     | 0      |
| Olimpo Argentina | Total club          | Total club          | 7     | 1     | 0      | 0                   | 0                   | 0                   | 0                          | 0                          | 0                          | 7     | 1     | 0      |
| Boston River · Uruguay | 1.ª                 | 2019                | 30    | 0     | 4      | —                   | —                   | —                   | —                          | —                          | —                          | 30    | 0     | 4      |
| Boston River · Uruguay | 1.ª                 | 2020                | 32    | 0     | 4      | —                   | —                   | —                   | —                          | —                          | —                          | 32    | 0     | 4      |
| Boston River · Uruguay | 1.ª                 | 2021                | 18    | 0     | 2      | —                   | —                   | —                   | —                          | —                          | —                          | 18    | 0     | 2      |
| Boston River · Uruguay | 1.ª                 | 2022                | 25    | 0     | 2      | 1                   | 0                   | 0                   | —                          | —                          | —                          | 26    | 0     | 2      |
| Boston River · Uruguay | 1.ª                 | 2023                | 14    | 1     | 2      | —                   | —                   | —                   | 4                          | 0                          | 0                          | 18    | 1     | 2      |
| Boston River · Uruguay | Total club          | Total club          | 119   | 1     | 14     | 1                   | 0                   | 0                   | 4                          | 0                          | 0                          | 124   | 1     | 14     |
| Panetolikos · Grecia | 1.ª                 | 2023-24             | 32    | 4     | 4      | 7                   | 1                   | 2                   | —                          | —                          | —                          | 39    | 5     | 6      |
| Panetolikos · Grecia | 1.ª                 | 2024-25             | 16    | 0     | 2      | 0                   | 0                   | 0                   | —                          | —                          | —                          | 16    | 0     | 2      |
| Panetolikos · Grecia | Total club          | Total club          | 48    | 4     | 6      | 7                   | 1                   | 2                   | 0                          | 0                          | 0                          | 55    | 5     | 8      |
| Gimnasia y Esgrima La Plata Argentina | 1.ª                 | 2025                | 0     | 0     | 0      | 0                   | 0                   | 0                   | —                          | —                          | —                          | 0     | 0     | 0      |
| Gimnasia y Esgrima La Plata Argentina | Total club          | Total club          | 0     | 0     | 0      | 0                   | 0                   | 0                   | 0                          | 0                          | 0                          | 0     | 0     | 0      |
| Total en su carrera | Total en su carrera | Total en su carrera | 176   | 6     | 18     | 8                   | 1                   | 2                   | 4                          | 0                          | 0                          | 188   | 7     | 22     |
| (1) Incluye la Copa Argentina, Copa AUF Uruguay y Copa de Grecia . (2) Incluye la Copa Libertadores de América. (3) Media de goles por encuentro. No incluye goles en partidos amistosos. |                     |                     |       |       |        |                     |                     |                     |                            |                            |                            |       |       |        |